# Fuji Rabbit
La Fuji Rabbit era una serie di scooter prodotta in Giappone dalla Fuji Sangyo (successivamente Fuji Heavy Industries) tra il 1946 e il 1968, dopodiché prese a costruire veicoli con il nome di Subaru..

## Il contesto
La produzione del primo modello, il S-1 iniziò nel 1946, circa sei mesi prima dell'inizio della produzione della Vespa Piaggio, e fu largamente ispirato dagli scooter che venivano usati dai meccanici americani durante e dopo la Seconda guerra mondiale. Era, con il suo motore da 135 cm³, il primo prototipo giapponese di scooter, ed utilizzava le due ruote posteriori di un aereo da guerra.
Alla fine gli scooter Fuji Rabbit evolsero in alcuni dei più tecnologici e sofisticati scooter dell'epoca, grazie a motorini d'avviamento elettrici, cambi automatici e sistemi di sospensione. I Fuji Rabbit furono i primi scooter giapponesi in grado di raggiungere velocità maggiori ai 95 km/h. Si confrontarono sul mercato interno soprattutto con il Mitsubishi Silver Pigeon e lo Honda Juno.
Quando l'economia giapponese si espanse la richiesta per gli scooter diminuì in favore dei più comodi mezzi a quattro ruote, e la Fuji si spostò nel campo delle automobili nel 1958, con l'introduzione della Subaru 360. L'ultimo scooter Fuji terminò la sua produzione nel giugno del 1968.
Anche se non molto conosciuta fuori dal Giappone, la Fuji Rabbit si è guadagnata un posto nella cultura pop giapponese come simbolo vintage. I suoi scooter sono comparsi in serie animate come FLCL e Paranoia Agent, e sono i preferiti tra i collezionisti di scooter e motociclette in Giappone.